# Света Петка (Мелник)
Вижте пояснителната страница за други значения на Света Петка.
„Света Петка“ или „Света Параскева“ е православна църква в град Мелник, България, част от Неврокопската епархия на Българската православна църква.

## Местоположение
Храмът е разположен в източното подножие на платото Свети Никола, на малка височина на стария път Мелник – Неврокоп. Недалеч от църквата е югоизточна порта на града в местността „Ключ“, а над нея са останките на манастира „Света Богородица Спилеотиса“.

## История
Църквата е проучена в 2004 г. от мелнишката археоложка Виолета Нешева. Построена е в VI век по времето на император Юстиниан I, като първоначалният патрон на храма е неизвестен. В IV десетилетие на ХIII век църквата е разрушена от земетресение и е обновена от цар Иван Асен II и е посветена на Света Петка Българска. Смяната на името се свързва с разпространението в Македония на култа на Света Петка Търновска, след победата на Иван Асен ІІ в Клокотнишката битка в 1230 година.
Църквата е енорийски храм на мелнишката махала Мурдзу. През втората половина на ХVI век към нея възниква малък манастир. Църквата е спомената за първи път в исторически източник в 1570 година. В края на ХVI – началото на ХVII век пак пострадва при земетресение и след това отново през втората половина на ХVIII – началото на ХIХ век.
Крупнишкото земетресение в 1904 година отново разрушава храма и той 100 години е в руини.

## Архитектура преди възстановяването
Църквата първоначално е правоъгълна, еднокорабна и едноапсидна, с двускатен покрив, с открит трем на запад с едноскатно покритие, постлан с калдаръм, към който водят четири каменни стъпала. Има полукръгла отвън и отвътре апсида, изградена от антични тухли.
Олтарното пространство е отделено от наоса с леко повдигане и зидана олтарна преграда. Освен апсидата има проскомидия и диаконикон. Запазена е част от зиданата правоъгълна подпора на светата трапеза.
Входът на наоса е от запад през двукрила врата в гранитна арка и масивен каменен праг. При възстановяването през XIX век е превърната в трикорабна псевдобазилика. Трите кораба са разделени от три двойки дървени колони с големи каменни бази. Наосът първоначално е бил настлан с камък и мрамор.
Двускатният покрив е с дървена конструкция и с дъсчена обшивка, като покритието е било от керемиди. Градежът е бил от ломени и речни камъни, някои големи и добре обработени, наподобяващи квадри. Спойката на градежа е от хоросан, но има и калова.

## Възстановяване
В 2004 година Живко Литов, петрички бизнесмен, собственик на хотела „Литова къща“ в Мелник близо до църквата, започва еднолично да възстановява храма по проект, одобрен от Националния институт за недвижимо културно наследство и под надзора на Неврокопската митрополия.
Площта на храма е 64 m2. Стените и тавана са изписани. Владишкият трон и иконостасът са изработени от резбарите Божин Стойкоски и Кочо Аиноски от Охрид и са резбовани в традициите на Дебърската художествена школа. Седемте камбани са произведени в Урал, Русия, а около църквата и на камбанарията са монтирани големи каменни кръстове.
Храмът е завършен и осветен навръх храмовия празник на 13 октомври 2016 година от митрополит Серафим Неврокопски.